# 道の駅ながお
道の駅ながお（みちのえき ながお）は、香川県さぬき市にある香川県道3号志度山川線の道の駅である。

## 施設
- 駐車場
  - 普通車：62台
  - 大型車：4台
  - 身障者用：2台
- トイレ
  - 男：11器
  - 女：7器
  - 身障者用：2器
- 公衆電話
- 物産販売所

## 休館日
- 年末年始

## アクセス
- 香川県道3号志度山川線 - 登録路線
- さぬき市コミュニティバス志度・造田・多和線　道の駅ながおバス停下車

## 周辺
- 前山ダム
- 前山おへんろ交流サロン